# Mellicta kenteana
Mellicta kenteana är en fjärilsart som beskrevs av Adalbert Seitz 1909. Mellicta kenteana ingår i släktet Mellicta och familjen praktfjärilar. Inga underarter finns listade i Catalogue of Life.